# Вальон Беріша
Вальон Беріша (алб. Valon Berisha, нар. 7 лютого 1993, Мальме) — норвезький та косовський футболіст, півзахисник австрійського клубу ЛАСК (Лінц) і збірної Косова.

## Клубна кар'єра
Народився 7 лютого 1993 року у шведському місті Мальме в родині імігрантів, косовських албанців. У дитячому віці переїхав з родиною до Норвегії, де почав займатися футболом. Вихованець футбольної школи клубу «Егерсунд ІК».
У дорослому футболі дебютував 2008 року виступами за команду клубу «Егерсунд» в четвертому за рівнем дивізіоні Норвегії, взявши участь у 31 матчі чемпіонату. Більшість часу, проведеного у складі команди був основним її гравцем та одним з головних бомбардирів, маючи середню результативність на рівні 0,35 голу за гру першості.
Своєю грою за цю команду привернув увагу представників тренерського штабу клубу «Вікінг», до складу якого приєднався 2010 року. Відіграв за команду зі Ставангера наступні два сезони своєї ігрової кар'єри. Граючи у складі «Вікінга» також здебільшого виходив на поле в основному складі команди.
До складу клубу «Ред Булл» приєднався 2012 року. За шість сезонів встиг відіграти за команду із Зальцбурга 167 матчів в національному чемпіонаті і виграв за цей час п'ять національних чемпіонств і чотири Кубка Австрії.
3 липня 2018 року за 7,5 мільйонів євро перейшов в італійське «Лаціо». Протягом свого першого сезону в Італії стикнувся з низкою травм і грав лише епізодично. Згодом, відновившись від ушкоджень, утім, продовжував залишатися здебільшого на лаві для запасних.
Першу половину 2020 року провів в оренді у «Фортуні» (Дюссельдорф). Після того як німецький клуб відмовився скористатися опцією викупу його контракту повернувся до «Лаціо», а вже 9 липня на умовах чотирирічного контракту став гравцем французького «Реймса».
У січні 2024 року повернувся до австрійської бундесліги, підписавши контракт на два з половиною роки з ЛАСКом.

## Виступи за збірні
У 2008 році дебютував у складі юнацької збірної Норвегії, взяв участь у 37 іграх на юнацькому рівні, відзначившись 2 забитими голами.
Протягом 2011–2014 років залучався до складу молодіжної збірної Норвегії. На молодіжному рівні зіграв у 18 офіційних матчах, забив 3 голи.
У 2012 році дебютував в офіційних матчах у складі національної збірної Норвегії. У формі збірної Норвегії провів 21 матч.
У 2016 році розпочав виступи за збірну Косова, яку допустили до участі в офіційних змаганнях під егідою ФІФА. У першому ж кваліфікаційному матчі збірної відзначився забитим м'ячем у ворота збірної Фінляндії (з пенальті), а сам матч завершився внічию 1:1.

## Статистика виступів

### Статистика клубних виступів
Станом на 12 жовтня 2020
| Сезон             | Клуб                    | Чемпіонат         | Чемпіонат | Чемпіонат | Національний кубок | Національний кубок | Національний кубок | Континентальні кубки | Континентальні кубки | Континентальні кубки | Supercoppe | Supercoppe | Supercoppe | Усього | Усього |
| Сезон             | Клуб                    | Ліга              | Ігор      | Голів     | Ліга               | Ігор               | Голів              | Ліга                 | Ігор                 | Голів                | Ліга       | Ігор       | Голів      | Ігор   | Голів  |
| ----------------- | ----------------------- | ----------------- | --------- | --------- | ------------------ | ------------------ | ------------------ | -------------------- | -------------------- | -------------------- | ---------- | ---------- | ---------- | ------ | ------ |
| 2008              | «Егерсунд»              | 3D                | ?         | ?         | КН                 | ?                  | ?                  | -                    | -                    | -                    | -          | -          | -          | ?      | ?      |
| 2009              | «Егерсунд»              | 3D                | ?         | ?         | КН                 | ?                  | ?                  | -                    | -                    | -                    | -          | -          | -          | ?      | ?      |
| Усього «Егерсунд» | Усього «Егерсунд»       | Усього «Егерсунд» | 31        | 11        |                    | ?                  | ?                  |                      | -                    | -                    |            | -          | -          | ?      | ?      |
| 2010              | «Вікінг»                | ЧН                | 12        | 1         | КН                 | 3                  | 0                  | -                    | -                    | -                    | -          | -          | -          | 15     | 1      |
| 2011              | «Вікінг»                | ЧН                | 28        | 3         | КН                 | 4                  | 1                  | -                    | -                    | -                    | -          | -          | -          | 32     | 4      |
| січ.-лип. 2012    | «Вікінг»                | ЧН                | 16        | 0         | КН                 | 2                  | 0                  | -                    | -                    | -                    | -          | -          | -          | 18     | 0      |
| Усього «Вікінг»   | Усього «Вікінг»         | Усього «Вікінг»   | 56        | 4         |                    | 9                  | 1                  |                      | -                    | -                    |            | -          | -          | 65     | 5      |
| 2012–13           | «Ред Булл»              | БЛ                | 30        | 6         | КА                 | 3                  | 0                  | ЛЧ                   | -                    | -                    | -          | -          | -          | 33     | 6      |
| 2013–14           | «Ред Булл»              | БЛ                | 32        | 5         | КА                 | 3                  | 3                  | ЛЧ+ЛЄ                | 1+11                 | 0                    | -          | -          | -          | 47     | 8      |
| 2014–15           | «Ред Булл»              | БЛ                | 14        | 4         | КА                 | 3                  | 0                  | ЛЄ                   | 2                    | 0                    | -          | -          | -          | 19     | 4      |
| 2015–16           | «Ред Булл»              | БЛ                | 33        | 5         | КА                 | 6                  | 1                  | ЛЧ+ЛЄ                | 2+2                  | 0                    | -          | -          | -          | 43     | 6      |
| 2016–17           | «Ред Булл»              | БЛ                | 34        | 7         | КА                 | 3                  | 0                  | ЛЧ+ЛЄ                | 6+3                  | 1+0                  | -          | -          | -          | 46     | 8      |
| 2017–18           | «Ред Булл»              | БЛ                | 24        | 4         | КА                 | 3                  | 2                  | ЛЧ+ЛЄ                | 3+15                 | 1+6                  | -          | -          | -          | 45     | 13     |
| Усього «Ред Булл» | Усього «Ред Булл»       | Усього «Ред Булл» | 167       | 31        |                    | 21                 | 6                  |                      | 45                   | 8                    |            | -          | -          | 233    | 45     |
| 2018–19           | «Лаціо»                 | A                 | 8         | 0         | КІ                 | 1                  | 0                  | ЛЄ                   | 5                    | 0                    | -          | -          | -          | 14     | 0      |
| 2019-січ. 2020    | «Лаціо»                 | A                 | 3         | 0         | КІ                 | 1                  | 0                  | ЛЄ                   | 4                    | 0                    | СІ         | 0          | 0          | 8      | 0      |
| Усього за «Лаціо» | Усього за «Лаціо»       | Усього за «Лаціо» | 11        | 0         |                    | 2                  | 0                  |                      | 9                    | 0                    |            | 0          | 0          | 22     | 0      |
| січ.-черв. 2020   | «Фортуна» (Дюссельдорф) | БЛ                | 9         | 0         | КН                 | 0                  | 0                  | -                    | -                    | -                    | -          | -          | -          | 9      | 0      |
| 2020–21           | «Реймс»                 | Л1                | 6         | 0         | КФ+КЛ              | 0+0                | 0                  | ЛЄ                   | 2                    | 1                    | -          | -          | -          | 8      | 1      |
| Усього за кар'єру | Усього за кар'єру       | Усього за кар'єру | 280       | 46        |                    | 31+                | 8+                 |                      | 56                   | 9                    |            | 0          | 0          | 367+   | 63+    |

### Статистика виступів за збірну
Станом на 12 жовтня 2020
| Дата       | Місто    | Господарі         | Результат | Гості     | Турнір            | Голи | Примітки |
| ---------- | -------- | ----------------- | --------- | --------- | ----------------- | ---- | -------- |
| 15/01/2012 | Бангкок  | Данія             | 1 – 1     | Норвегія  | товариський матч  | -    |          |
| 18/01/2012 | Бангкок  | Таїланд           | 0 – 1     | Норвегія  | товариський матч  | -    |          |
| 21/01/2012 | Бангкок  | Південна Корея    | 3 – 0     | Норвегія  | товариський матч  | -    |          |
| 29/02/2012 | Белфаст  | Північна Ірландія | 0 – 3     | Норвегія  | товариський матч  | -    |          |
| 26/05/2012 | Осло     | Норвегія          | 0 – 1     | Англія    | товариський матч  | -    |          |
| 02/06/2012 | Осло     | Норвегія          | 1 – 1     | Хорватія  | товариський матч  | -    |          |
| 16/10/2012 | Ларнака  | Кіпр              | 1 – 3     | Норвегія  | Відбір до ЧС 2014 | -    |          |
| 14/11/2012 | Будапешт | Угорщина          | 0 – 2     | Норвегія  | товариський матч  | -    |          |
| 22/03/2013 | Осло     | Норвегія          | 0 – 1     | Албанія   | Відбір до ЧС 2014 | -    |          |
| 10/06/2013 | Тирана   | Албанія           | 1 – 1     | Норвегія  | Відбір до ЧС 2014 | -    |          |
| 15/10/2013 | Осло     | Норвегія          | 1 – 1     | Ісландія  | Відбір до ЧС 2014 | -    |          |
| 27/05/2014 | Сен-Дені | Франція           | 4 – 0     | Норвегія  | товариський матч  | -    |          |
| 31/05/2014 | Осло     | Норвегія          | 1 – 1     | Росія     | товариський матч  | -    |          |
| 06/09/2015 | Осло     | Норвегія          | 2 – 0     | Хорватія  | Відбір до ЧЄ 2016 | -    |          |
| 10/10/2015 | Осло     | Норвегія          | 2 – 0     | Мальта    | Відбір до ЧЄ 2016 | -    |          |
| 13/10/2015 | Рим      | Італія            | 2 – 1     | Норвегія  | Відбір до ЧЄ 2016 | -    |          |
| 24/03/2016 | Таллінн  | Естонія           | 0 – 0     | Норвегія  | товариський матч  | -    |          |
| 29/03/2016 | Осло     | Норвегія          | 2 – 0     | Фінляндія | товариський матч  | -    |          |
| 29/05/2016 | Порту    | Португалія        | 3 – 0     | Норвегія  | товариський матч  | -    |          |
| 05/06/2016 | Осло     | Бельгія           | 3 – 2     | Норвегія  | товариський матч  | -    |          |
| Усього     |          | Матчів            | 20        |           | Голів             | 0    |          |

| Дата       | Місто               | Господарі          | Результат | Гості       | Турнір                                    | Голи | Примітки |
| ---------- | ------------------- | ------------------ | --------- | ----------- | ----------------------------------------- | ---- | -------- |
| 5-9-2016   | Турку               | Фінляндія          | 1 – 1     | Косово      | Відбір до ЧС 2018                         | 1    | 90+3'    |
| 6-10-2016  | Шкодер (місто)      | Косово             | 0 – 6     | Хорватія    | Відбір до ЧС 2018                         | -    |          |
| 9-10-2016  | Краків              | Україна            | 3 – 0     | Косово      | Відбір до ЧС 2018                         | -    | 20'      |
| 12-11-2016 | Анталія             | Туреччина          | 2 – 0     | Косово      | Відбір до ЧС 2018                         | -    |          |
| 24-3-2017  | Шкодер (місто)      | Косово             | 1 – 2     | Ісландія    | Відбір до ЧС 2018                         | -    |          |
| 11-6-2017  | Шкодер (місто)      | Косово             | 1 – 4     | Туреччина   | Відбір до ЧС 2018                         | -    |          |
| 2-9-2017   | Загреб              | Хорватія           | 1 – 0     | Косово      | Відбір до ЧС 2018                         | -    |          |
| 5-9-2017   | Шкодер (місто)      | Косово             | 0 – 1     | Фінляндія   | Відбір до ЧС 2018                         | -    | 50'      |
| 9-10-2017  | Рейк'явік           | Ісландія           | 2 – 0     | Косово      | Відбір до ЧС 2018                         | -    |          |
| 13-11-2017 | Косовська Митровиця | Косово             | 4 – 3     | Латвія      | товариський матч                          | -    |          |
| 11-10-2018 | Приштина            | Косово             | 3 – 1     | Мальта      | Ліга націй УЄФА 2018-2019 - груповий етап | -    | 74'      |
| 14-10-2018 | Торсгавн            | Фарерські острови  | 1 – 1     | Косово      | Ліга націй УЄФА 2018-2019 - груповий етап | -    |          |
| 17-11-2018 | Та-Калі             | Мальта             | 0 – 5     | Косово      | Ліга націй УЄФА 2018-2019 - груповий етап | -    | 61'      |
| 20-11-2018 | Приштина            | Косово             | 4 – 0     | Азербайджан | Ліга націй УЄФА 2018-2019 - груповий етап | -    | кап. 85' |
| 7-9-2019   | Приштина            | Косово             | 2 – 1     | Чехія       | Відбір до ЧЄ 2020                         | -    | 51'      |
| 10-9-2019  | Саутгемптон         | Англія             | 5 – 3     | Косово      | Відбір до ЧЄ 2020                         | 2    | 83' 85'  |
| 10-10-2019 | Приштина            | Косово             | 1 – 0     | Гібралтар   | товариський матч                          | -    | 63'      |
| 14-10-2019 | Приштина            | Косово             | 2 – 0     | Чорногорія  | Відбір до ЧЄ 2020                         | -    |          |
| 14-11-2019 | Плзень              | Чехія              | 2 – 1     | Косово      | Відбір до ЧЄ 2020                         | -    |          |
| 17-11-2019 | Приштина            | Косово             | 0 – 4     | Англія      | Відбір до ЧЄ 2020                         | -    | 65'      |
| 3-9-2020   | Парма               | Молдова            | 1 – 1     | Косово      | Ліга націй УЄФА 2020-2021 - 1-й етап      | -    |          |
| 6-9-2020   | Приштина            | Косово             | 1 – 2     | Греція      | Ліга націй УЄФА 2020-2021 - 1-й етап      | -    | 45+2'    |
| 8-10-2020  | Скоп'є              | Північна Македонія | 2 – 1     | Косово      | Відбір до ЧЄ 2020                         | -    | кап.     |
| 11-10-2020 | Приштина            | Косово             | 0 – 1     | Словенія    | Ліга націй УЄФА 2020-2021 - 1-й етап      | -    | кап.     |
| Усього     |                     | Матчів             | 24        |             | Голів                                     | 3    |          |

## Титули і досягнення
- Чемпіон Австрії (5):

«Ред Булл»: 2013-14, 2014-15, 2015-16, 2016-17, 2017-18
- Володар Кубка Австрії (4):

«Ред Булл»: 2013-14, 2014-15, 2015-16, 2016-17
- Володар Кубка Італії (1):

«Лаціо»: 2018-19
- Володар Суперкубка Італії з футболу (1):

«Лаціо»: 2019

## Особисте життя
Має молодшого брата Ветона, який також став футболістом, був вихованцем клубу, «Еґерсунд ІК» а згодом грав за «Вікінг» та збірну Норвегії.